# Buena Park, California
Buena Park là một thành phố thuộc quận Cam trong tiểu bang California, Hoa Kỳ. Thành phố có cự ly 20 km về phía tây bắc trung tâm Santa Ana, có tổng diện tích 10.553 kilômét vuông (4.075 dặm vuông Anh), trong đó diện tích đất là 10.524 kilômét vuông (4.063 dặm vuông Anh). Theo điều tra dân số Hoa Kỳ năm 2010, thành phố có dân số 79.000 người, là thành phố lớn thứ 80 bang California năm 2010. Thành phố có một số địa điểm thu hút du khách, đáng chú ý là Knott's Berry Farm.